# Кутейников, Николай Анатольевич
Николай Анатольевич Кутейников (1886—1927) — участник Белого движения на Юге России, полковник.

## Биография
Из дворян Области Войска Донского. Сын генерал-майора Анатолия Михайловича Кутейникова (1860—1933).
Окончил Донской кадетский корпус (1904) и Николаевское кавалерийское училище (1906), откуда выпущен был хорунжим в лейб-гвардии Казачий Его Величества полк. 18 апреля 1910 года произведён в сотники, а 12 октября 1913 года переведён в комплект Донских казачьих полков подъесаулом.
С началом Первой мировой войны был переведён в 33-ю Донскую особую сотню. За боевые отличия награждён несколькими орденами, в том числе орденом Св. Анны 4-й степени с надписью «за храбрость». Произведён в есаулы 15 февраля 1916 года «за выслугу лет». В 1917 году окончил Севастопольскую авиационную школу, был командиром 1-го Туркестанского корпусного авиационного отряда.
В Гражданскую войну участвовал в Белом движении на Юге России. С 17 августа 1919 года был зачислен в резерв чинов управления начальника авиации Донской армии. С 1 сентября 1919 года был лётчиком 1-го самолётного отряда, с 13 октября — 2-го самолётного отряда. С 31 декабря 1919 года назначен командиром того же отряда, с 12 января 1920 года — помощником начальника авиации Донской армии по строевой и хозяйственной части. В Русской армии с 1 апреля 1920 года был назначен помощником командира Крымской боевой авиационной группы, а 27 апреля произведён в войсковые старшины. Награждён орденом Св. Николая Чудотворца. Позднее произведён в полковники.
В эмиграции в Югославии. Служил в Королевских ВВС в чине капитана, преподавал в авиационной школе. Погиб 18 марта 1927 года во время испытательного полёта на аэроплане «Девуатин» близ Нови-Сада. Был похоронен на Успенском кладбище с воинскими почестями.

## Награды
- Орден Святой Анны 3-й ст. с мечами и бантом (ВП 6.03.1915)
- Орден Святой Анны 4-й ст. с надписью «за храбрость» (ВП 31.03.1915)
- Орден Святого Станислава 3-й ст. с мечами и бантом (ВП 31.03.1915)
- Орден Святого Владимира 4-й ст. «за отлично-усердную службу и труды, понесённые во время военных действий» (ВП 30.06.1915)
- мечи и бант к ордену Св. Владимира 4-й ст. (ВП 17.11.1915)
- Орден Святого Станислава 2-й ст. с мечами (ВП 30.11.1915)
- Орден Святителя Николая Чудотворца (Приказ Главнокомандующего № 3788, 6 декабря 1920)